# Made an America
Made an America è il primo EP del gruppo musicale statunitense Fever 333, pubblicato il 23 marzo 2018 dalla 333 Wreckords Crew e dalla Roadrunner Records.

## Tracce
1. Made an America – 2:53 (Jason Aalon Butler, John Feldmann, Travis Barker, Nick "Ras" Furlong)
2. We're Coming In – 2:16 (Jason Aalon Butler, John Feldmann, Travis Barker, Zakk Cervini, Benjamin Scheuer)
3. (The First Stone) Changes (ft. Yelawolf) – 3:09 (Jason Aalon Butler, John Feldmann, Travis Barker, Zakk Cervini, Yelawolf, Bad Lucc)
4. Hunting Season – 2:38 (Jason Aalon Butler, John Feldmann, Travis Barker, Zakk Cervini, Gerard Powell, Allan P. Grigg)
5. Soul'd Me Out – 2:45 (Jason Aalon Butler, John Feldmann, Travis Barker, Simon Wilcox)
6. Walking in My Shoes – 2:51 (Jason Aalon Butler, John Feldmann, Travis Barker, Zakk Cervini)
7. POV – 1:54 (Jason Aalon Butler, John Feldmann, Travis Barker, Nick "Ras" Furlong)

Traccia bonus nell'edizione 12"
1. Made an America (Remix) (ft. Vic Mensa & Travis Barker) – 2:56 (Jason Aalon Butler, John Feldmann, Travis Barker, Nick "Ras" Furlong, Vic Mensa)

Tracce bonus nell'edizione giapponese
1. Made an America (Acoustic) – 3:21 (Jason Aalon Butler, John Feldmann, Travis Barker, Nick "Ras" Furlong)
2. Walking in My Shoes (Acoustic) – 3:10 (Jason Aalon Butler, John Feldmann, Travis Barker, Zakk Cervini)

## Formazione
Gruppo
- Jason Aalon Butler – voce
- Stephen Harrison – chitarra
- Aric Improta – batteria

Altri musicisti
- John Feldmann – chitarra e basso aggiuntivi
- Travis Barker – batteria aggiuntiva
- Matt Appleton – corno (traccia 1)
- Billy Kottage – corno (traccia 1)
- Johnny Minardi – cori (traccia 7)

Produzione
- John Feldmann – produzione, missaggio (tracce 2-6)
- Travis Barker – produzione
- Matt Malpass – ingegneria del suono
- Jon Lundin – ingegneria del suono
- Matt Pauling – ingegneria del suono
- Ted Jensen – mastering
- Neal Avron – missaggio (traccia 1)
- Jaycen Joshua – missaggio (tracce 2-4, 7)
- Zakk Cervini – produzione e missaggio aggiuntivi (tracce 2-4, 6)